# Kosovy
Kosovy (německy Kosau) je malá vesnice, část městyse Úsobí v okrese Havlíčkův Brod. Nachází se asi 2 km na jih od Úsobí. V roce 2009 zde bylo evidováno 17 adres. V roce 2001 zde trvale žilo 20 obyvatel.
Kosovy leží v katastrálním území Úsobí o výměře 9,27 km2.
Součástí vsi je i osada Maliní.